# Spyros Motsenigos
Spyridōn Motsenigos, detto Spyros (in greco Σπυρίδων "Σπύρος" Μοτσενίγος?; Amarousio, 1º gennaio 1992), è un cestista greco.